# La Comtesse Ixe
Pour plus de détails, voir Fiche technique et Distribution.
La Comtesse Ixe est un film français réalisé par Jean Rollin et sorti en 1976.

## Fiche technique
- Titre : La Comtesse Ixe
- Réalisation : Jean Rollin[1]
- Assistant réalisateur : Jean-Pierre Bouyxou[2]
- Scénario : Jean Rollin
- Photographie : Claude Becognée
- Montage : Olivier Grégoire
- Musique : Didier William Le Pauw
- Production :  Impex Films - NordiaFilms
- Distribution : Impex Films
- Pays :  France
- Durée : 84 minutes
- Date de sortie : France - 21 juillet 1976

## Distribution
- Karine Gambier : la comtesse Ixe
- Jean-Pierre Bouyxou : Arsène Picsou
- Rachel Mhas : la voleuse
- Alban Ceray
- Sandrine Pernelle
- Cyril Val
- Guy Royer
- Catherine Castel